# John Jabez Edwin Mayall

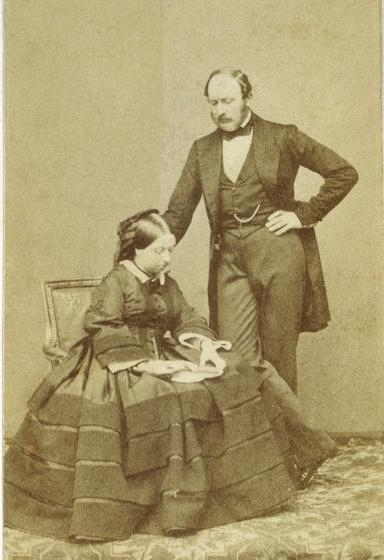
John Jabez Edwin Mayall: Viktorie a Albert, ručně kolorovaný albuminový tisk, carte de visite, 10×7 cm, březen 1861

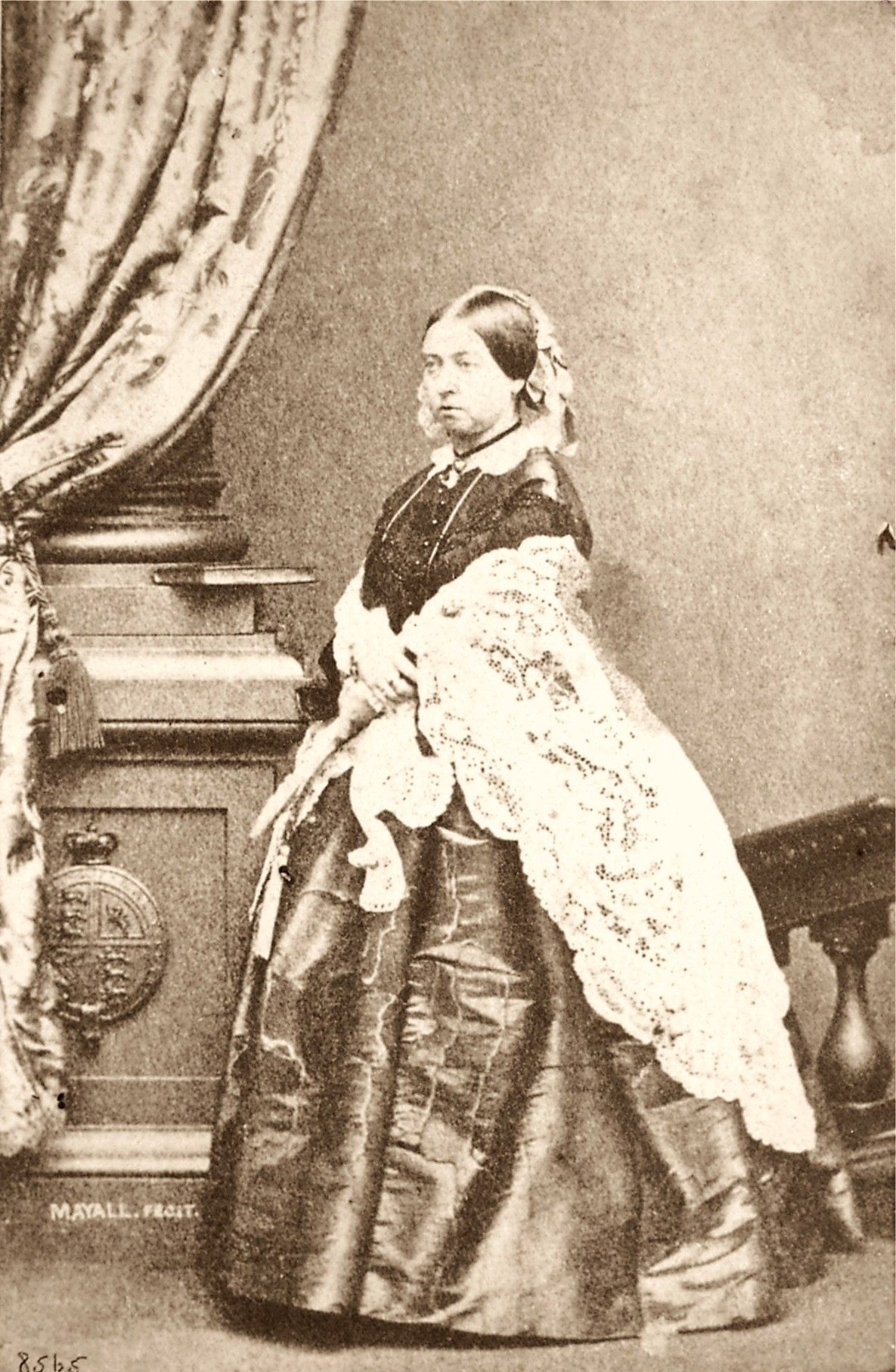
John Jabez Edwin Mayall: Královna Viktorie, jedna z prvních královských fotografických vizitek

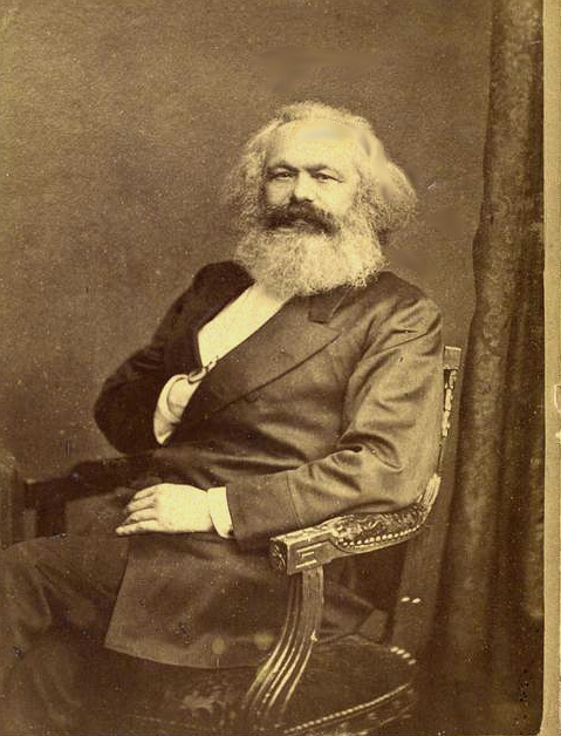
Karl Marx, foto John Jabez Edwin Mayall, 1875. Pozdější kopie německý fotograf a socialista Karl Pinkau.

John Jabez Edwin Paisley Mayall (17. září 1813 Oldham, Lancashire – 6. března 1901) byl anglický portrétní fotograf, který v roce 1860 pořídil první fotografii carte de visite královny Viktorie.
Podle tvrzení jednoho historika fotografie byla prvním „nejbližším pokusem o výtvarného umění“ komponovaná fotografie Johna Mayalla, který v roce 1851 vystavil svou daguerrotypii představující otčenáš.

## Život a dílo
Mayall využíval techniky ručně kolorovaného albuminového tisku a vyráběl takzvané carte de visite - pohlednice, které lidé s oblibou sbírali. V březnu 1861 byl pověřen, aby pořídil dvojportrét královského páru. Albert však několik měsíců poté zemřel (v prosinci 1861) a tato událost vyvolala poptávku veřejnosti po portrétech královské rodiny na fotografických vizitkách. Nákupem těchto snímků veřejnost demonstrovala své sympatie a podílela se na podobě veřejného smutku.
V té době bylo módní sběratelství fotografií a vkládat je do alb. Královna Viktorie sdílela se svým manželem nadšení pro fotografování a vlastnili více než 100 alb, ve kterých sbírali portréty z každé zahraniční cesty.

## Galerie fotografií

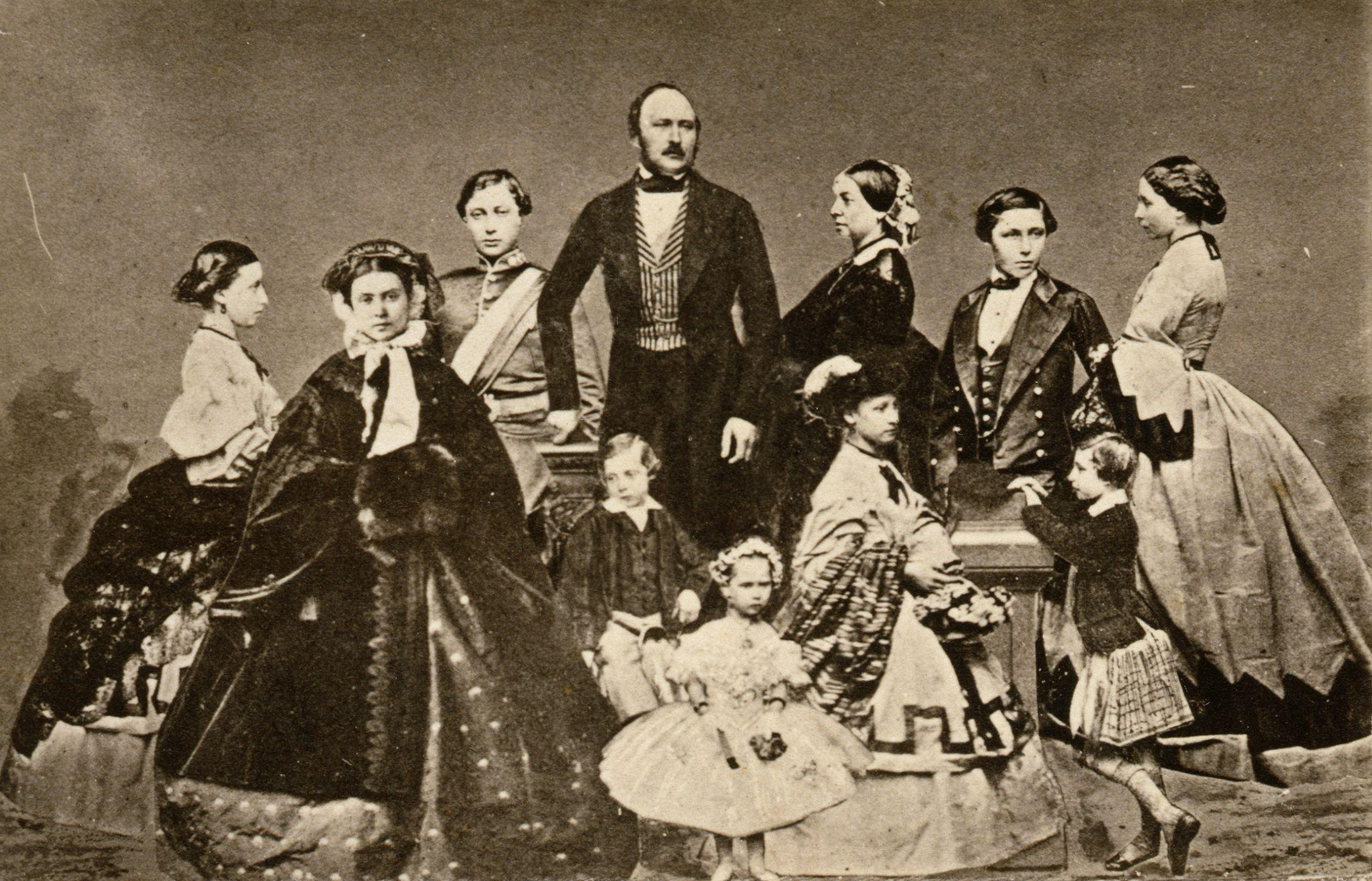
Královská rodina s dětmi
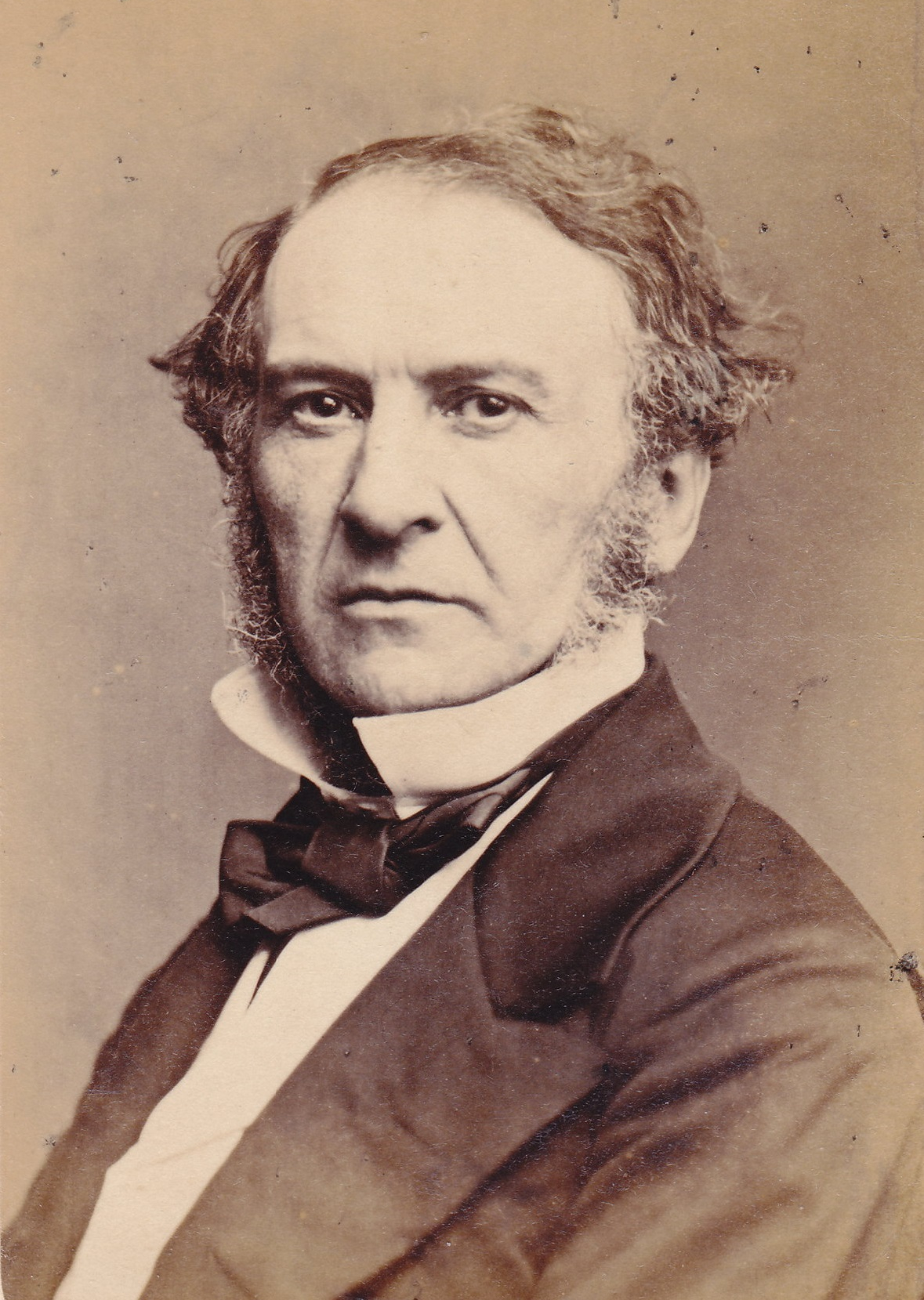
William Gladstone, 1861
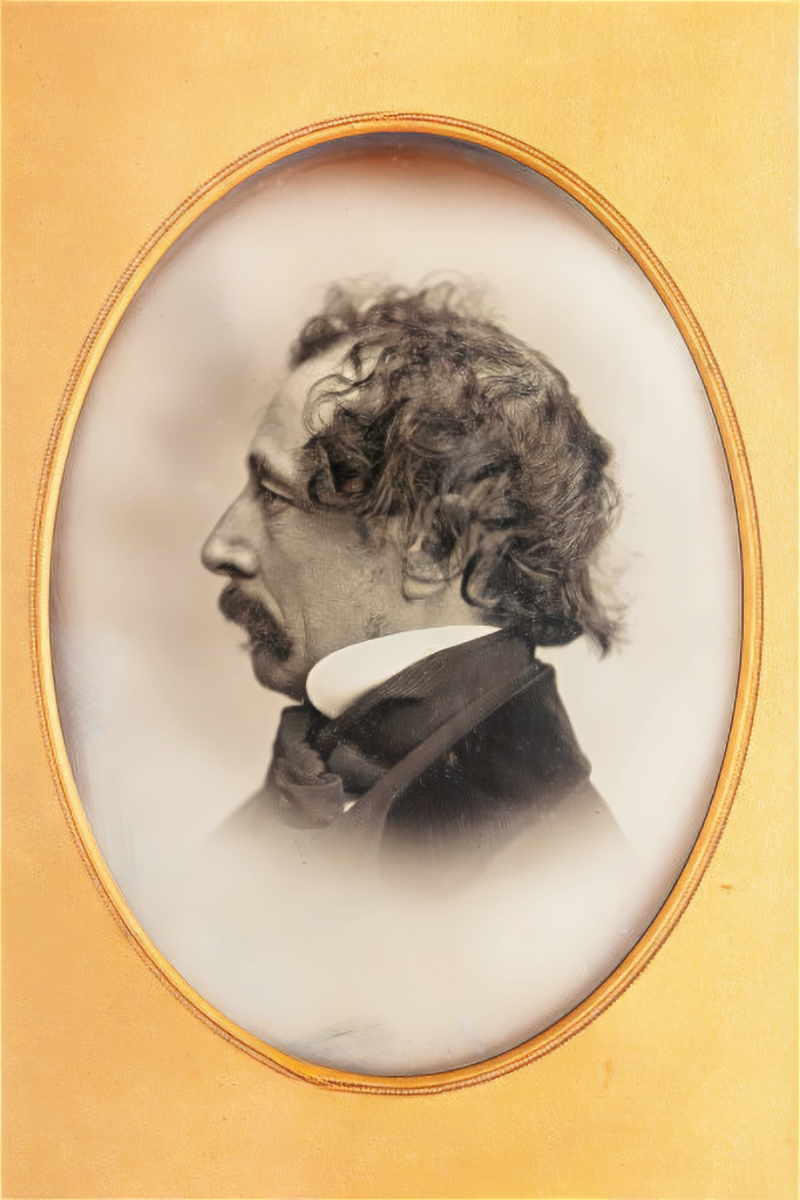
Charles Dickens, cca 1853-55
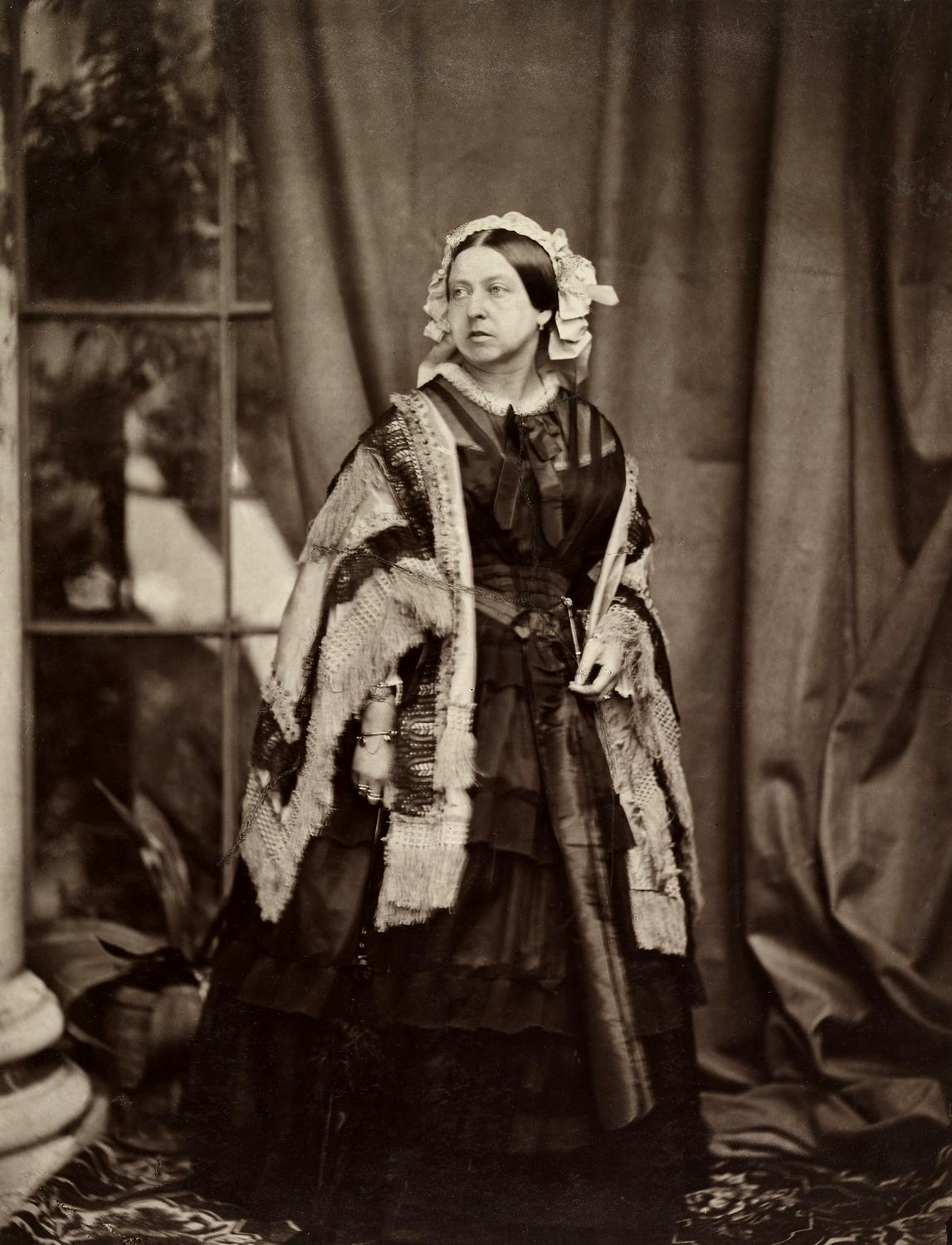
Královna Viktorie, asi 1860
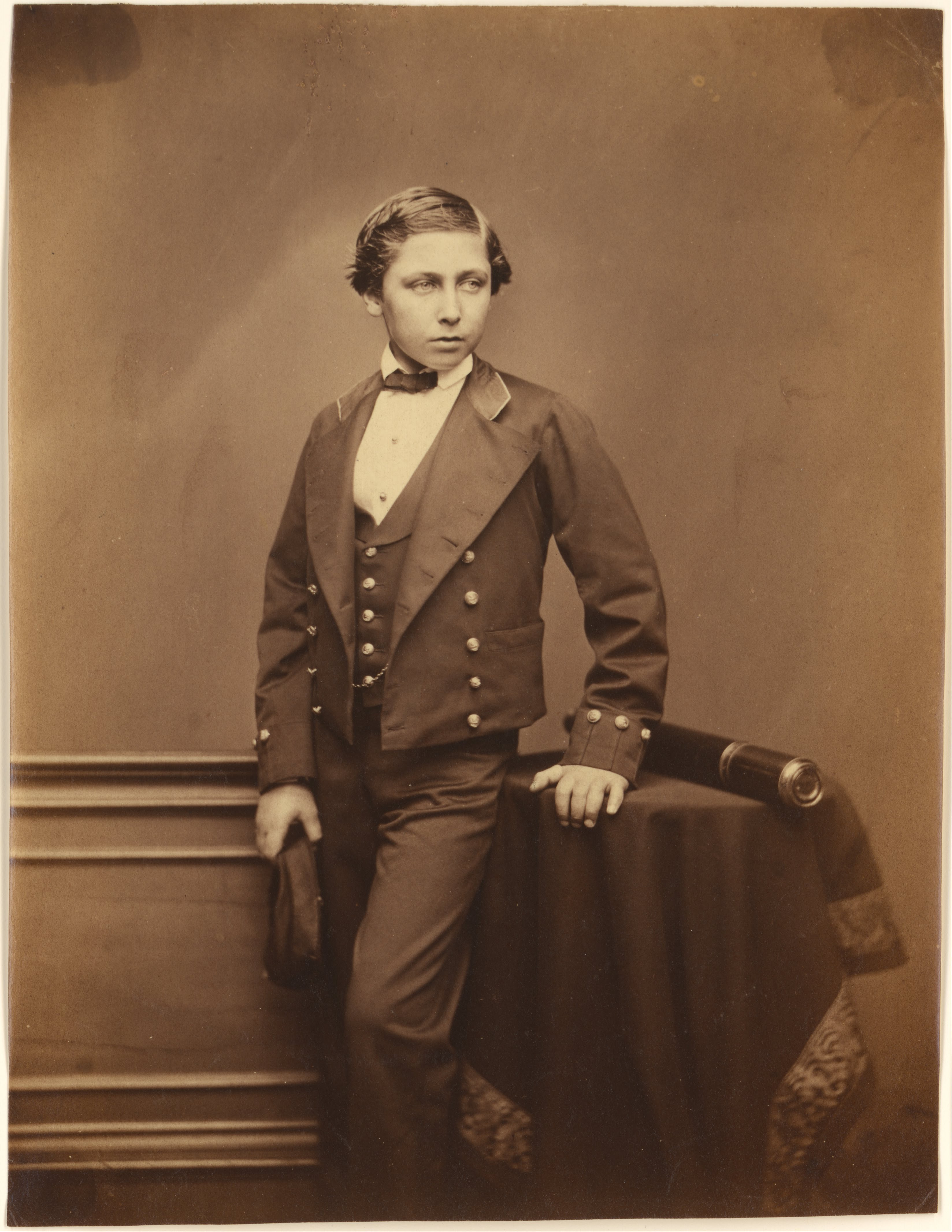
Prince of Wales, Edward VII.